# Легенда о 7 златних вампира
Легенда о 7 златних вампира (енгл. The Legend of the 7 Golden Vampires) је британски хорор филм из 1974. године, режисера Роја Варда Бејкера, девети и последњи у Хамеровом серијалу филмова о Брем Стокеровом Дракули. Питер Кушинг се по поново вратио у улогу професора Абрахама ван Хелсинга, а филм је остао упамћен као једини у серијалу у ком лик грофа Дракуле не тумачи Кристофер Ли, већ Џон Форбс-Робертсон.
Након Лијевог напуштања серијала, филм је доста изгубио на популарности, што је довело до финансијског неуспеха. Ипак, и критичари, а и публика су му дали далеко боље оцене од претходна два дела. Реакције су биле веома помешане, неки су сматрали да филм има великих проблема са ниским буџетом, док су други уживали у њему и говорили да је најинтересантнији додатак у серијалу, као и најбољи Хамеров филм из 1970-их.
Пошто је у Дракулиним сатанистичким ритуалима Дракула коначно убијен, овај филм заузима време између филмова Дракула: Принц таме и Дракула је устао из гроба, те у овом делу Кушинг глуми истог Ван Хелсинга из првог дела, а не неког од његових потомака.

## Радња
1904, 19 година након окршаја са грофом Дракулом у првом делу, професор Абрахам ван Хелсинг одлази на Универзитет у Чунгкингу, где држи предавања и изучава кинеске легенде о вампирима.
Након упорних молби једног његовог студента, Хси Чинга, Ван Хелсинг одлази са својим сином и његовом девојком у Чингово село, како би помогаоњеговом народу у борби са 7 златних вампира. На путу до села нападаће их војска вампира, али уз помоћ Чингове браће и сестре, мајстора кунг фу вештина, група успева да стигне до села, где долази до коначног обрачуна. Ван Хелсинг је запањен сазнањем да иза свега стоји управо Дракула. Последњи окршај професора Абрахама ван Хелсинга и грофа Дракуле се завршава победом Ван Хелсинга, који пробада Дракулу копљем кроз срце и са својим сином напушта Кину.

## Улоге
| Глумац              | Улога                        |
| ------------------- | ---------------------------- |
| Питер Кушинг        | професор Абрахам ван Хелсинг |
| Џон Форбс-Робертсон | гроф Дракула                 |
| Робин Стјуарт       | Лејланд ван Хелсинг          |
| Џули Еџ             | Ванеса Бјурен                |
| Роберт Хана         | британски конзул             |
| Дејвид Чанг         | Хси Чинг                     |
| Ших Жу              | Меј Квеј                     |
| Чан Шен             | високи свештеник Ках         |
| Лау Кар-винг        | Хси Квеј (лук и стрела)      |
| Хуанг Пеј-Чих       | Хси По-Квеј (копље)          |
| Ванг Чанг           | Хси Сан (близанац с мачем)   |
| Фенг Ко-Ан          | атентатор                    |
| Хсу Хсија           | атентатор                    |

## Неуспели наставак
Десети филм у серијалу је требало да носи наслов Кали, ђавоља невеста Дракуле и Питер Кушинг је требало да се врати у своју вољену улогу професора Абрахама ван Хелсинга. Међутим због финансијског неуспеха који је остварио овај филм и пада продукцијске куће Хамер, снимање је отказано и никада се није ни реализовало.
Радња филма је требало да се одиграва у Индији.